# Ägäische Sprachen
Als ägäische Sprachen bezeichnet man jene Sprachen, die vor der Einwanderung indogermanischer Völker im östlichen Mittelmeerraum gesprochen wurden.
Aus Inschriften bekannt sind:
- die minoische Sprache,
- die eteokretische Sprache,
- die kypro-minoische Sprache,
- die eteokyprische Sprache und die
- tyrsenischen Sprachen, bestehend aus dem Lemnischen, Etruskischen und Rätischen.

Unklar bleibt, ob die tyrsenischen Sprachen ursprünglich aus dem Ägäis-Raum stammen, was bis jetzt nur durch ihre geographische Verteilung bzw. die antiken Überlieferungen zur Geschichte des Etruskischen nahegelegt wird.
Daneben zählt man eine nur durch nicht-indogermanische Elemente im Griechischen rekonstruierte Sprache dazu, die behelfsweise als pelasgische Sprache benannt ist, möglicherweise aber mit einer anderen ägäischen Sprache identisch ist. Zahlreiche griechische Wortstämme, besonders Orts- und Pflanzennamen, weisen die Buchstabengruppen -ss- (zum Beispiel κυπάρισσος kypárissos „Zypresse“) oder -nth- auf (zum Beispiel Κόρινθος Kórinthos), was sich nur durch fremde, nicht-griechische Einflüsse erklären lässt. Welche der ägäischen Sprachen diese Namen dem Griechischen vermittelt haben könnte, ist noch nicht bestimmt. Ebenfalls ungeklärt ist die Frage, ob zwischen den einzelnen ägäischen Sprachen Verwandtschaftsbeziehungen bestanden.

## Verwandtschafts-Theorien

### Indogermanisch
Colin Renfrew mutmaßt, dass es sich bei den sogenannten ägäischen Sprachen um frühe Seitenzweige der indogermanischen Ursprache handeln könnte.

### Kaukasisch
Der Linguist Sergei Starostin vermutet, dass die nordkaukasischen Sprachen mit den alt-europäischen Sprachen verwandt seien.